# Khemmis (EP)
Khemmis je prvi EP istoimenog američkog doom metal sastava. Skupina je samostalno objavila EP 14. studenog 2013. godine.

## Popis pjesama
| 1.    | »Sunrise/Sunset« | 6:56 |
| 2.    | »Take the Knife« | 6:22 |
| 3.    | »The Bereaved«   | 9:45 |
| 23:03 |                  |      |

## Zasluge
| Khemmis - Dan – bas-gitara - Zach – bubnjevi - Phil – vokali, gitara - Ben – vokali, gitara |  | Ostalo osoblje - Sam Turner – naslovnica, logotip |